# Bonaparti.lv
Bonaparti.lv är ett lettiskt operaband som representerade Lettland i Eurovision Song Contest 2007 i Helsingfors med låten "Questa Notte" med italiensk text. De startade sist i semifinalen och tog sig till finalen.
De sex medlemmarna är Normunds Jakusonoks, Zigfrids Muktupavels, Kaspars Timanis, Andris Abelite, Roberto Meloni och Andris Erglis.